# Arteria labial inferior
La arteria labial inferior es una arteria que se origina como rama facial de la arteria facial. No presenta ramas.

## Distribución
Se distribuye hacia el labio inferior. Se anastomosa en la línea media del labio con la arteria labial inferior del lado opuesto.